# Xadrez de Alice

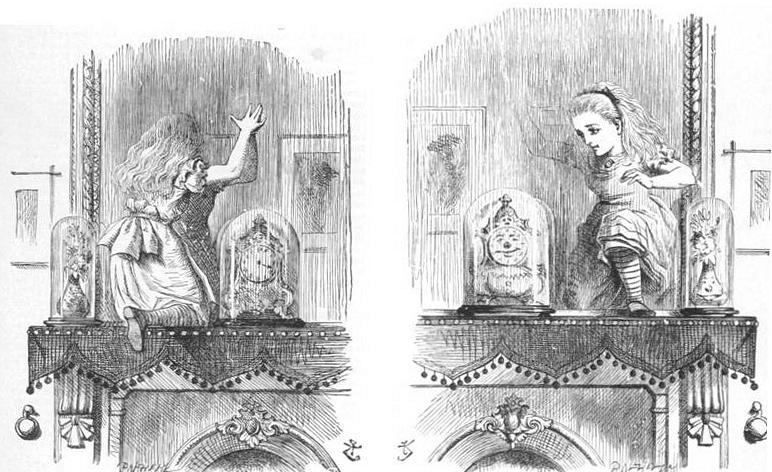
Ilustração de Alice atravessando o espelho

O Xadrez de Alice é uma variante do xadrez criada pelo problemista britânico Vernon Rylands Parton em 1954, baseado no livro de Lewis Carroll Through the Looking-Glass, and What Alice Found There (Alice no país do espelho no Brasil e Alice através do espelho em Portugal).
Normalmente são empregados dois tabuleiros para a prática do jogo, entretanto como nenhuma casa pode permanecer ocupada nos dois tabuleiros, podem ser utilizadas peças do jogo de damas sobre as peças de xadrez para indicar que estas estão no tabuleiro B. O mesmo efeito pode ser atingido em jogos pelo computador onde as peças invertidas verticalmente indica sua posição no tabuleiro B.

## Regras
| a8 | b8 | c8 | d8 | e8 | f8 | g8 | h8 |
| a7 | b7 | c7 | d7 | e7 | f7 | g7 | h7 |
| a6 | b6 | c6 | d6 | e6 | f6 | g6 | h6 |
| a5 | b5 | c5 | d5 | e5 | f5 | g5 | h5 |
| a4 | b4 | c4 | d4 | e4 | f4 | g4 | h4 |
| a3 | b3 | c3 | d3 | e3 | f3 | g3 | h3 |
| a2 | b2 | c2 | d2 | e2 | f2 | g2 | h2 |
| a1 | b1 | c1 | d1 | e1 | f1 | g1 | h1 |

| a8 | b8 | c8 | d8 | e8 | f8 | g8 | h8 |
| a7 | b7 | c7 | d7 | e7 | f7 | g7 | h7 |
| a6 | b6 | c6 | d6 | e6 | f6 | g6 | h6 |
| a5 | b5 | c5 | d5 | e5 | f5 | g5 | h5 |
| a4 | b4 | c4 | d4 | e4 | f4 | g4 | h4 |
| a3 | b3 | c3 | d3 | e3 | f3 | g3 | h3 |
| a2 | b2 | c2 | d2 | e2 | f2 | g2 | h2 |
| a1 | b1 | c1 | d1 | e1 | f1 | g1 | h1 |

| a8 | b8 | c8 | d8 | e8 | f8 | g8 | h8 |
| a7 | b7 | c7 | d7 | e7 | f7 | g7 | h7 |
| a6 | b6 | c6 | d6 | e6 | f6 | g6 | h6 |
| a5 | b5 | c5 | d5 | e5 | f5 | g5 | h5 |
| a4 | b4 | c4 | d4 | e4 | f4 | g4 | h4 |
| a3 | b3 | c3 | d3 | e3 | f3 | g3 | h3 |
| a2 | b2 | c2 | d2 | e2 | f2 | g2 | h2 |
| a1 | b1 | c1 | d1 | e1 | f1 | g1 | h1 |

| a8 | b8 | c8 | d8 | e8 | f8 | g8 | h8 |
| a7 | b7 | c7 | d7 | e7 | f7 | g7 | h7 |
| a6 | b6 | c6 | d6 | e6 | f6 | g6 | h6 |
| a5 | b5 | c5 | d5 | e5 | f5 | g5 | h5 |
| a4 | b4 | c4 | d4 | e4 | f4 | g4 | h4 |
| a3 | b3 | c3 | d3 | e3 | f3 | g3 | h3 |
| a2 | b2 | c2 | d2 | e2 | f2 | g2 | h2 |
| a1 | b1 | c1 | d1 | e1 | f1 | g1 | h1 |

Todas as peças se movem de acordo com as leis do xadrez. Na posição inicial, as peças ficam dispostas no tabuleiro A enquanto o B permanece vazio. Cada vez que uma peça é movida, esta atravessa o espelho para o outro tabuleiro sendo colocada na casa correspondente ao movimento no tabuleiro A.
Os movimentos só podem ser executados se forem legais no tabuleiro onde a peça está disposta e a casa correspondente ao movimento no tabuleiro B estiver vazia. Portanto, as peças podem capturar somente no tabuleiro onde estão, entretanto são imediatamente atravessadas após o movimento de captura.

## Variações
|   | a | b | c | d | e | f | g | h |   |
| 8 | a8 preto torre · b8 preto rainha · c8 preto rei · d8 preto torre · a7 preto cavalo · b7 preto bispo · c7 preto bispo · d7 preto cavalo · a6 preto peão · b6 preto peão · c6 preto peão · d6 preto peão · a3 branco peão · b3 branco peão · c3 branco peão · d3 branco peão · a2 branco cavalo · b2 branco bispo · c2 branco bispo · d2 branco cavalo · a1 branco torre · b1 branco rainha · c1 branco rei · d1 branco torre | a8 preto torre · b8 preto rainha · c8 preto rei · d8 preto torre · a7 preto cavalo · b7 preto bispo · c7 preto bispo · d7 preto cavalo · a6 preto peão · b6 preto peão · c6 preto peão · d6 preto peão · a3 branco peão · b3 branco peão · c3 branco peão · d3 branco peão · a2 branco cavalo · b2 branco bispo · c2 branco bispo · d2 branco cavalo · a1 branco torre · b1 branco rainha · c1 branco rei · d1 branco torre | a8 preto torre · b8 preto rainha · c8 preto rei · d8 preto torre · a7 preto cavalo · b7 preto bispo · c7 preto bispo · d7 preto cavalo · a6 preto peão · b6 preto peão · c6 preto peão · d6 preto peão · a3 branco peão · b3 branco peão · c3 branco peão · d3 branco peão · a2 branco cavalo · b2 branco bispo · c2 branco bispo · d2 branco cavalo · a1 branco torre · b1 branco rainha · c1 branco rei · d1 branco torre | a8 preto torre · b8 preto rainha · c8 preto rei · d8 preto torre · a7 preto cavalo · b7 preto bispo · c7 preto bispo · d7 preto cavalo · a6 preto peão · b6 preto peão · c6 preto peão · d6 preto peão · a3 branco peão · b3 branco peão · c3 branco peão · d3 branco peão · a2 branco cavalo · b2 branco bispo · c2 branco bispo · d2 branco cavalo · a1 branco torre · b1 branco rainha · c1 branco rei · d1 branco torre | a8 preto torre · b8 preto rainha · c8 preto rei · d8 preto torre · a7 preto cavalo · b7 preto bispo · c7 preto bispo · d7 preto cavalo · a6 preto peão · b6 preto peão · c6 preto peão · d6 preto peão · a3 branco peão · b3 branco peão · c3 branco peão · d3 branco peão · a2 branco cavalo · b2 branco bispo · c2 branco bispo · d2 branco cavalo · a1 branco torre · b1 branco rainha · c1 branco rei · d1 branco torre | a8 preto torre · b8 preto rainha · c8 preto rei · d8 preto torre · a7 preto cavalo · b7 preto bispo · c7 preto bispo · d7 preto cavalo · a6 preto peão · b6 preto peão · c6 preto peão · d6 preto peão · a3 branco peão · b3 branco peão · c3 branco peão · d3 branco peão · a2 branco cavalo · b2 branco bispo · c2 branco bispo · d2 branco cavalo · a1 branco torre · b1 branco rainha · c1 branco rei · d1 branco torre | a8 preto torre · b8 preto rainha · c8 preto rei · d8 preto torre · a7 preto cavalo · b7 preto bispo · c7 preto bispo · d7 preto cavalo · a6 preto peão · b6 preto peão · c6 preto peão · d6 preto peão · a3 branco peão · b3 branco peão · c3 branco peão · d3 branco peão · a2 branco cavalo · b2 branco bispo · c2 branco bispo · d2 branco cavalo · a1 branco torre · b1 branco rainha · c1 branco rei · d1 branco torre | a8 preto torre · b8 preto rainha · c8 preto rei · d8 preto torre · a7 preto cavalo · b7 preto bispo · c7 preto bispo · d7 preto cavalo · a6 preto peão · b6 preto peão · c6 preto peão · d6 preto peão · a3 branco peão · b3 branco peão · c3 branco peão · d3 branco peão · a2 branco cavalo · b2 branco bispo · c2 branco bispo · d2 branco cavalo · a1 branco torre · b1 branco rainha · c1 branco rei · d1 branco torre | 8 |
| 7 | a8 preto torre · b8 preto rainha · c8 preto rei · d8 preto torre · a7 preto cavalo · b7 preto bispo · c7 preto bispo · d7 preto cavalo · a6 preto peão · b6 preto peão · c6 preto peão · d6 preto peão · a3 branco peão · b3 branco peão · c3 branco peão · d3 branco peão · a2 branco cavalo · b2 branco bispo · c2 branco bispo · d2 branco cavalo · a1 branco torre · b1 branco rainha · c1 branco rei · d1 branco torre | a8 preto torre · b8 preto rainha · c8 preto rei · d8 preto torre · a7 preto cavalo · b7 preto bispo · c7 preto bispo · d7 preto cavalo · a6 preto peão · b6 preto peão · c6 preto peão · d6 preto peão · a3 branco peão · b3 branco peão · c3 branco peão · d3 branco peão · a2 branco cavalo · b2 branco bispo · c2 branco bispo · d2 branco cavalo · a1 branco torre · b1 branco rainha · c1 branco rei · d1 branco torre | a8 preto torre · b8 preto rainha · c8 preto rei · d8 preto torre · a7 preto cavalo · b7 preto bispo · c7 preto bispo · d7 preto cavalo · a6 preto peão · b6 preto peão · c6 preto peão · d6 preto peão · a3 branco peão · b3 branco peão · c3 branco peão · d3 branco peão · a2 branco cavalo · b2 branco bispo · c2 branco bispo · d2 branco cavalo · a1 branco torre · b1 branco rainha · c1 branco rei · d1 branco torre | a8 preto torre · b8 preto rainha · c8 preto rei · d8 preto torre · a7 preto cavalo · b7 preto bispo · c7 preto bispo · d7 preto cavalo · a6 preto peão · b6 preto peão · c6 preto peão · d6 preto peão · a3 branco peão · b3 branco peão · c3 branco peão · d3 branco peão · a2 branco cavalo · b2 branco bispo · c2 branco bispo · d2 branco cavalo · a1 branco torre · b1 branco rainha · c1 branco rei · d1 branco torre | a8 preto torre · b8 preto rainha · c8 preto rei · d8 preto torre · a7 preto cavalo · b7 preto bispo · c7 preto bispo · d7 preto cavalo · a6 preto peão · b6 preto peão · c6 preto peão · d6 preto peão · a3 branco peão · b3 branco peão · c3 branco peão · d3 branco peão · a2 branco cavalo · b2 branco bispo · c2 branco bispo · d2 branco cavalo · a1 branco torre · b1 branco rainha · c1 branco rei · d1 branco torre | a8 preto torre · b8 preto rainha · c8 preto rei · d8 preto torre · a7 preto cavalo · b7 preto bispo · c7 preto bispo · d7 preto cavalo · a6 preto peão · b6 preto peão · c6 preto peão · d6 preto peão · a3 branco peão · b3 branco peão · c3 branco peão · d3 branco peão · a2 branco cavalo · b2 branco bispo · c2 branco bispo · d2 branco cavalo · a1 branco torre · b1 branco rainha · c1 branco rei · d1 branco torre | a8 preto torre · b8 preto rainha · c8 preto rei · d8 preto torre · a7 preto cavalo · b7 preto bispo · c7 preto bispo · d7 preto cavalo · a6 preto peão · b6 preto peão · c6 preto peão · d6 preto peão · a3 branco peão · b3 branco peão · c3 branco peão · d3 branco peão · a2 branco cavalo · b2 branco bispo · c2 branco bispo · d2 branco cavalo · a1 branco torre · b1 branco rainha · c1 branco rei · d1 branco torre | a8 preto torre · b8 preto rainha · c8 preto rei · d8 preto torre · a7 preto cavalo · b7 preto bispo · c7 preto bispo · d7 preto cavalo · a6 preto peão · b6 preto peão · c6 preto peão · d6 preto peão · a3 branco peão · b3 branco peão · c3 branco peão · d3 branco peão · a2 branco cavalo · b2 branco bispo · c2 branco bispo · d2 branco cavalo · a1 branco torre · b1 branco rainha · c1 branco rei · d1 branco torre | 7 |
| 6 | a8 preto torre · b8 preto rainha · c8 preto rei · d8 preto torre · a7 preto cavalo · b7 preto bispo · c7 preto bispo · d7 preto cavalo · a6 preto peão · b6 preto peão · c6 preto peão · d6 preto peão · a3 branco peão · b3 branco peão · c3 branco peão · d3 branco peão · a2 branco cavalo · b2 branco bispo · c2 branco bispo · d2 branco cavalo · a1 branco torre · b1 branco rainha · c1 branco rei · d1 branco torre | a8 preto torre · b8 preto rainha · c8 preto rei · d8 preto torre · a7 preto cavalo · b7 preto bispo · c7 preto bispo · d7 preto cavalo · a6 preto peão · b6 preto peão · c6 preto peão · d6 preto peão · a3 branco peão · b3 branco peão · c3 branco peão · d3 branco peão · a2 branco cavalo · b2 branco bispo · c2 branco bispo · d2 branco cavalo · a1 branco torre · b1 branco rainha · c1 branco rei · d1 branco torre | a8 preto torre · b8 preto rainha · c8 preto rei · d8 preto torre · a7 preto cavalo · b7 preto bispo · c7 preto bispo · d7 preto cavalo · a6 preto peão · b6 preto peão · c6 preto peão · d6 preto peão · a3 branco peão · b3 branco peão · c3 branco peão · d3 branco peão · a2 branco cavalo · b2 branco bispo · c2 branco bispo · d2 branco cavalo · a1 branco torre · b1 branco rainha · c1 branco rei · d1 branco torre | a8 preto torre · b8 preto rainha · c8 preto rei · d8 preto torre · a7 preto cavalo · b7 preto bispo · c7 preto bispo · d7 preto cavalo · a6 preto peão · b6 preto peão · c6 preto peão · d6 preto peão · a3 branco peão · b3 branco peão · c3 branco peão · d3 branco peão · a2 branco cavalo · b2 branco bispo · c2 branco bispo · d2 branco cavalo · a1 branco torre · b1 branco rainha · c1 branco rei · d1 branco torre | a8 preto torre · b8 preto rainha · c8 preto rei · d8 preto torre · a7 preto cavalo · b7 preto bispo · c7 preto bispo · d7 preto cavalo · a6 preto peão · b6 preto peão · c6 preto peão · d6 preto peão · a3 branco peão · b3 branco peão · c3 branco peão · d3 branco peão · a2 branco cavalo · b2 branco bispo · c2 branco bispo · d2 branco cavalo · a1 branco torre · b1 branco rainha · c1 branco rei · d1 branco torre | a8 preto torre · b8 preto rainha · c8 preto rei · d8 preto torre · a7 preto cavalo · b7 preto bispo · c7 preto bispo · d7 preto cavalo · a6 preto peão · b6 preto peão · c6 preto peão · d6 preto peão · a3 branco peão · b3 branco peão · c3 branco peão · d3 branco peão · a2 branco cavalo · b2 branco bispo · c2 branco bispo · d2 branco cavalo · a1 branco torre · b1 branco rainha · c1 branco rei · d1 branco torre | a8 preto torre · b8 preto rainha · c8 preto rei · d8 preto torre · a7 preto cavalo · b7 preto bispo · c7 preto bispo · d7 preto cavalo · a6 preto peão · b6 preto peão · c6 preto peão · d6 preto peão · a3 branco peão · b3 branco peão · c3 branco peão · d3 branco peão · a2 branco cavalo · b2 branco bispo · c2 branco bispo · d2 branco cavalo · a1 branco torre · b1 branco rainha · c1 branco rei · d1 branco torre | a8 preto torre · b8 preto rainha · c8 preto rei · d8 preto torre · a7 preto cavalo · b7 preto bispo · c7 preto bispo · d7 preto cavalo · a6 preto peão · b6 preto peão · c6 preto peão · d6 preto peão · a3 branco peão · b3 branco peão · c3 branco peão · d3 branco peão · a2 branco cavalo · b2 branco bispo · c2 branco bispo · d2 branco cavalo · a1 branco torre · b1 branco rainha · c1 branco rei · d1 branco torre | 6 |
| 5 | a8 preto torre · b8 preto rainha · c8 preto rei · d8 preto torre · a7 preto cavalo · b7 preto bispo · c7 preto bispo · d7 preto cavalo · a6 preto peão · b6 preto peão · c6 preto peão · d6 preto peão · a3 branco peão · b3 branco peão · c3 branco peão · d3 branco peão · a2 branco cavalo · b2 branco bispo · c2 branco bispo · d2 branco cavalo · a1 branco torre · b1 branco rainha · c1 branco rei · d1 branco torre | a8 preto torre · b8 preto rainha · c8 preto rei · d8 preto torre · a7 preto cavalo · b7 preto bispo · c7 preto bispo · d7 preto cavalo · a6 preto peão · b6 preto peão · c6 preto peão · d6 preto peão · a3 branco peão · b3 branco peão · c3 branco peão · d3 branco peão · a2 branco cavalo · b2 branco bispo · c2 branco bispo · d2 branco cavalo · a1 branco torre · b1 branco rainha · c1 branco rei · d1 branco torre | a8 preto torre · b8 preto rainha · c8 preto rei · d8 preto torre · a7 preto cavalo · b7 preto bispo · c7 preto bispo · d7 preto cavalo · a6 preto peão · b6 preto peão · c6 preto peão · d6 preto peão · a3 branco peão · b3 branco peão · c3 branco peão · d3 branco peão · a2 branco cavalo · b2 branco bispo · c2 branco bispo · d2 branco cavalo · a1 branco torre · b1 branco rainha · c1 branco rei · d1 branco torre | a8 preto torre · b8 preto rainha · c8 preto rei · d8 preto torre · a7 preto cavalo · b7 preto bispo · c7 preto bispo · d7 preto cavalo · a6 preto peão · b6 preto peão · c6 preto peão · d6 preto peão · a3 branco peão · b3 branco peão · c3 branco peão · d3 branco peão · a2 branco cavalo · b2 branco bispo · c2 branco bispo · d2 branco cavalo · a1 branco torre · b1 branco rainha · c1 branco rei · d1 branco torre | a8 preto torre · b8 preto rainha · c8 preto rei · d8 preto torre · a7 preto cavalo · b7 preto bispo · c7 preto bispo · d7 preto cavalo · a6 preto peão · b6 preto peão · c6 preto peão · d6 preto peão · a3 branco peão · b3 branco peão · c3 branco peão · d3 branco peão · a2 branco cavalo · b2 branco bispo · c2 branco bispo · d2 branco cavalo · a1 branco torre · b1 branco rainha · c1 branco rei · d1 branco torre | a8 preto torre · b8 preto rainha · c8 preto rei · d8 preto torre · a7 preto cavalo · b7 preto bispo · c7 preto bispo · d7 preto cavalo · a6 preto peão · b6 preto peão · c6 preto peão · d6 preto peão · a3 branco peão · b3 branco peão · c3 branco peão · d3 branco peão · a2 branco cavalo · b2 branco bispo · c2 branco bispo · d2 branco cavalo · a1 branco torre · b1 branco rainha · c1 branco rei · d1 branco torre | a8 preto torre · b8 preto rainha · c8 preto rei · d8 preto torre · a7 preto cavalo · b7 preto bispo · c7 preto bispo · d7 preto cavalo · a6 preto peão · b6 preto peão · c6 preto peão · d6 preto peão · a3 branco peão · b3 branco peão · c3 branco peão · d3 branco peão · a2 branco cavalo · b2 branco bispo · c2 branco bispo · d2 branco cavalo · a1 branco torre · b1 branco rainha · c1 branco rei · d1 branco torre | a8 preto torre · b8 preto rainha · c8 preto rei · d8 preto torre · a7 preto cavalo · b7 preto bispo · c7 preto bispo · d7 preto cavalo · a6 preto peão · b6 preto peão · c6 preto peão · d6 preto peão · a3 branco peão · b3 branco peão · c3 branco peão · d3 branco peão · a2 branco cavalo · b2 branco bispo · c2 branco bispo · d2 branco cavalo · a1 branco torre · b1 branco rainha · c1 branco rei · d1 branco torre | 5 |
| 4 | a8 preto torre · b8 preto rainha · c8 preto rei · d8 preto torre · a7 preto cavalo · b7 preto bispo · c7 preto bispo · d7 preto cavalo · a6 preto peão · b6 preto peão · c6 preto peão · d6 preto peão · a3 branco peão · b3 branco peão · c3 branco peão · d3 branco peão · a2 branco cavalo · b2 branco bispo · c2 branco bispo · d2 branco cavalo · a1 branco torre · b1 branco rainha · c1 branco rei · d1 branco torre | a8 preto torre · b8 preto rainha · c8 preto rei · d8 preto torre · a7 preto cavalo · b7 preto bispo · c7 preto bispo · d7 preto cavalo · a6 preto peão · b6 preto peão · c6 preto peão · d6 preto peão · a3 branco peão · b3 branco peão · c3 branco peão · d3 branco peão · a2 branco cavalo · b2 branco bispo · c2 branco bispo · d2 branco cavalo · a1 branco torre · b1 branco rainha · c1 branco rei · d1 branco torre | a8 preto torre · b8 preto rainha · c8 preto rei · d8 preto torre · a7 preto cavalo · b7 preto bispo · c7 preto bispo · d7 preto cavalo · a6 preto peão · b6 preto peão · c6 preto peão · d6 preto peão · a3 branco peão · b3 branco peão · c3 branco peão · d3 branco peão · a2 branco cavalo · b2 branco bispo · c2 branco bispo · d2 branco cavalo · a1 branco torre · b1 branco rainha · c1 branco rei · d1 branco torre | a8 preto torre · b8 preto rainha · c8 preto rei · d8 preto torre · a7 preto cavalo · b7 preto bispo · c7 preto bispo · d7 preto cavalo · a6 preto peão · b6 preto peão · c6 preto peão · d6 preto peão · a3 branco peão · b3 branco peão · c3 branco peão · d3 branco peão · a2 branco cavalo · b2 branco bispo · c2 branco bispo · d2 branco cavalo · a1 branco torre · b1 branco rainha · c1 branco rei · d1 branco torre | a8 preto torre · b8 preto rainha · c8 preto rei · d8 preto torre · a7 preto cavalo · b7 preto bispo · c7 preto bispo · d7 preto cavalo · a6 preto peão · b6 preto peão · c6 preto peão · d6 preto peão · a3 branco peão · b3 branco peão · c3 branco peão · d3 branco peão · a2 branco cavalo · b2 branco bispo · c2 branco bispo · d2 branco cavalo · a1 branco torre · b1 branco rainha · c1 branco rei · d1 branco torre | a8 preto torre · b8 preto rainha · c8 preto rei · d8 preto torre · a7 preto cavalo · b7 preto bispo · c7 preto bispo · d7 preto cavalo · a6 preto peão · b6 preto peão · c6 preto peão · d6 preto peão · a3 branco peão · b3 branco peão · c3 branco peão · d3 branco peão · a2 branco cavalo · b2 branco bispo · c2 branco bispo · d2 branco cavalo · a1 branco torre · b1 branco rainha · c1 branco rei · d1 branco torre | a8 preto torre · b8 preto rainha · c8 preto rei · d8 preto torre · a7 preto cavalo · b7 preto bispo · c7 preto bispo · d7 preto cavalo · a6 preto peão · b6 preto peão · c6 preto peão · d6 preto peão · a3 branco peão · b3 branco peão · c3 branco peão · d3 branco peão · a2 branco cavalo · b2 branco bispo · c2 branco bispo · d2 branco cavalo · a1 branco torre · b1 branco rainha · c1 branco rei · d1 branco torre | a8 preto torre · b8 preto rainha · c8 preto rei · d8 preto torre · a7 preto cavalo · b7 preto bispo · c7 preto bispo · d7 preto cavalo · a6 preto peão · b6 preto peão · c6 preto peão · d6 preto peão · a3 branco peão · b3 branco peão · c3 branco peão · d3 branco peão · a2 branco cavalo · b2 branco bispo · c2 branco bispo · d2 branco cavalo · a1 branco torre · b1 branco rainha · c1 branco rei · d1 branco torre | 4 |
| 3 | a8 preto torre · b8 preto rainha · c8 preto rei · d8 preto torre · a7 preto cavalo · b7 preto bispo · c7 preto bispo · d7 preto cavalo · a6 preto peão · b6 preto peão · c6 preto peão · d6 preto peão · a3 branco peão · b3 branco peão · c3 branco peão · d3 branco peão · a2 branco cavalo · b2 branco bispo · c2 branco bispo · d2 branco cavalo · a1 branco torre · b1 branco rainha · c1 branco rei · d1 branco torre | a8 preto torre · b8 preto rainha · c8 preto rei · d8 preto torre · a7 preto cavalo · b7 preto bispo · c7 preto bispo · d7 preto cavalo · a6 preto peão · b6 preto peão · c6 preto peão · d6 preto peão · a3 branco peão · b3 branco peão · c3 branco peão · d3 branco peão · a2 branco cavalo · b2 branco bispo · c2 branco bispo · d2 branco cavalo · a1 branco torre · b1 branco rainha · c1 branco rei · d1 branco torre | a8 preto torre · b8 preto rainha · c8 preto rei · d8 preto torre · a7 preto cavalo · b7 preto bispo · c7 preto bispo · d7 preto cavalo · a6 preto peão · b6 preto peão · c6 preto peão · d6 preto peão · a3 branco peão · b3 branco peão · c3 branco peão · d3 branco peão · a2 branco cavalo · b2 branco bispo · c2 branco bispo · d2 branco cavalo · a1 branco torre · b1 branco rainha · c1 branco rei · d1 branco torre | a8 preto torre · b8 preto rainha · c8 preto rei · d8 preto torre · a7 preto cavalo · b7 preto bispo · c7 preto bispo · d7 preto cavalo · a6 preto peão · b6 preto peão · c6 preto peão · d6 preto peão · a3 branco peão · b3 branco peão · c3 branco peão · d3 branco peão · a2 branco cavalo · b2 branco bispo · c2 branco bispo · d2 branco cavalo · a1 branco torre · b1 branco rainha · c1 branco rei · d1 branco torre | a8 preto torre · b8 preto rainha · c8 preto rei · d8 preto torre · a7 preto cavalo · b7 preto bispo · c7 preto bispo · d7 preto cavalo · a6 preto peão · b6 preto peão · c6 preto peão · d6 preto peão · a3 branco peão · b3 branco peão · c3 branco peão · d3 branco peão · a2 branco cavalo · b2 branco bispo · c2 branco bispo · d2 branco cavalo · a1 branco torre · b1 branco rainha · c1 branco rei · d1 branco torre | a8 preto torre · b8 preto rainha · c8 preto rei · d8 preto torre · a7 preto cavalo · b7 preto bispo · c7 preto bispo · d7 preto cavalo · a6 preto peão · b6 preto peão · c6 preto peão · d6 preto peão · a3 branco peão · b3 branco peão · c3 branco peão · d3 branco peão · a2 branco cavalo · b2 branco bispo · c2 branco bispo · d2 branco cavalo · a1 branco torre · b1 branco rainha · c1 branco rei · d1 branco torre | a8 preto torre · b8 preto rainha · c8 preto rei · d8 preto torre · a7 preto cavalo · b7 preto bispo · c7 preto bispo · d7 preto cavalo · a6 preto peão · b6 preto peão · c6 preto peão · d6 preto peão · a3 branco peão · b3 branco peão · c3 branco peão · d3 branco peão · a2 branco cavalo · b2 branco bispo · c2 branco bispo · d2 branco cavalo · a1 branco torre · b1 branco rainha · c1 branco rei · d1 branco torre | a8 preto torre · b8 preto rainha · c8 preto rei · d8 preto torre · a7 preto cavalo · b7 preto bispo · c7 preto bispo · d7 preto cavalo · a6 preto peão · b6 preto peão · c6 preto peão · d6 preto peão · a3 branco peão · b3 branco peão · c3 branco peão · d3 branco peão · a2 branco cavalo · b2 branco bispo · c2 branco bispo · d2 branco cavalo · a1 branco torre · b1 branco rainha · c1 branco rei · d1 branco torre | 3 |
| 2 | a8 preto torre · b8 preto rainha · c8 preto rei · d8 preto torre · a7 preto cavalo · b7 preto bispo · c7 preto bispo · d7 preto cavalo · a6 preto peão · b6 preto peão · c6 preto peão · d6 preto peão · a3 branco peão · b3 branco peão · c3 branco peão · d3 branco peão · a2 branco cavalo · b2 branco bispo · c2 branco bispo · d2 branco cavalo · a1 branco torre · b1 branco rainha · c1 branco rei · d1 branco torre | a8 preto torre · b8 preto rainha · c8 preto rei · d8 preto torre · a7 preto cavalo · b7 preto bispo · c7 preto bispo · d7 preto cavalo · a6 preto peão · b6 preto peão · c6 preto peão · d6 preto peão · a3 branco peão · b3 branco peão · c3 branco peão · d3 branco peão · a2 branco cavalo · b2 branco bispo · c2 branco bispo · d2 branco cavalo · a1 branco torre · b1 branco rainha · c1 branco rei · d1 branco torre | a8 preto torre · b8 preto rainha · c8 preto rei · d8 preto torre · a7 preto cavalo · b7 preto bispo · c7 preto bispo · d7 preto cavalo · a6 preto peão · b6 preto peão · c6 preto peão · d6 preto peão · a3 branco peão · b3 branco peão · c3 branco peão · d3 branco peão · a2 branco cavalo · b2 branco bispo · c2 branco bispo · d2 branco cavalo · a1 branco torre · b1 branco rainha · c1 branco rei · d1 branco torre | a8 preto torre · b8 preto rainha · c8 preto rei · d8 preto torre · a7 preto cavalo · b7 preto bispo · c7 preto bispo · d7 preto cavalo · a6 preto peão · b6 preto peão · c6 preto peão · d6 preto peão · a3 branco peão · b3 branco peão · c3 branco peão · d3 branco peão · a2 branco cavalo · b2 branco bispo · c2 branco bispo · d2 branco cavalo · a1 branco torre · b1 branco rainha · c1 branco rei · d1 branco torre | a8 preto torre · b8 preto rainha · c8 preto rei · d8 preto torre · a7 preto cavalo · b7 preto bispo · c7 preto bispo · d7 preto cavalo · a6 preto peão · b6 preto peão · c6 preto peão · d6 preto peão · a3 branco peão · b3 branco peão · c3 branco peão · d3 branco peão · a2 branco cavalo · b2 branco bispo · c2 branco bispo · d2 branco cavalo · a1 branco torre · b1 branco rainha · c1 branco rei · d1 branco torre | a8 preto torre · b8 preto rainha · c8 preto rei · d8 preto torre · a7 preto cavalo · b7 preto bispo · c7 preto bispo · d7 preto cavalo · a6 preto peão · b6 preto peão · c6 preto peão · d6 preto peão · a3 branco peão · b3 branco peão · c3 branco peão · d3 branco peão · a2 branco cavalo · b2 branco bispo · c2 branco bispo · d2 branco cavalo · a1 branco torre · b1 branco rainha · c1 branco rei · d1 branco torre | a8 preto torre · b8 preto rainha · c8 preto rei · d8 preto torre · a7 preto cavalo · b7 preto bispo · c7 preto bispo · d7 preto cavalo · a6 preto peão · b6 preto peão · c6 preto peão · d6 preto peão · a3 branco peão · b3 branco peão · c3 branco peão · d3 branco peão · a2 branco cavalo · b2 branco bispo · c2 branco bispo · d2 branco cavalo · a1 branco torre · b1 branco rainha · c1 branco rei · d1 branco torre | a8 preto torre · b8 preto rainha · c8 preto rei · d8 preto torre · a7 preto cavalo · b7 preto bispo · c7 preto bispo · d7 preto cavalo · a6 preto peão · b6 preto peão · c6 preto peão · d6 preto peão · a3 branco peão · b3 branco peão · c3 branco peão · d3 branco peão · a2 branco cavalo · b2 branco bispo · c2 branco bispo · d2 branco cavalo · a1 branco torre · b1 branco rainha · c1 branco rei · d1 branco torre | 2 |
| 1 | a8 preto torre · b8 preto rainha · c8 preto rei · d8 preto torre · a7 preto cavalo · b7 preto bispo · c7 preto bispo · d7 preto cavalo · a6 preto peão · b6 preto peão · c6 preto peão · d6 preto peão · a3 branco peão · b3 branco peão · c3 branco peão · d3 branco peão · a2 branco cavalo · b2 branco bispo · c2 branco bispo · d2 branco cavalo · a1 branco torre · b1 branco rainha · c1 branco rei · d1 branco torre | a8 preto torre · b8 preto rainha · c8 preto rei · d8 preto torre · a7 preto cavalo · b7 preto bispo · c7 preto bispo · d7 preto cavalo · a6 preto peão · b6 preto peão · c6 preto peão · d6 preto peão · a3 branco peão · b3 branco peão · c3 branco peão · d3 branco peão · a2 branco cavalo · b2 branco bispo · c2 branco bispo · d2 branco cavalo · a1 branco torre · b1 branco rainha · c1 branco rei · d1 branco torre | a8 preto torre · b8 preto rainha · c8 preto rei · d8 preto torre · a7 preto cavalo · b7 preto bispo · c7 preto bispo · d7 preto cavalo · a6 preto peão · b6 preto peão · c6 preto peão · d6 preto peão · a3 branco peão · b3 branco peão · c3 branco peão · d3 branco peão · a2 branco cavalo · b2 branco bispo · c2 branco bispo · d2 branco cavalo · a1 branco torre · b1 branco rainha · c1 branco rei · d1 branco torre | a8 preto torre · b8 preto rainha · c8 preto rei · d8 preto torre · a7 preto cavalo · b7 preto bispo · c7 preto bispo · d7 preto cavalo · a6 preto peão · b6 preto peão · c6 preto peão · d6 preto peão · a3 branco peão · b3 branco peão · c3 branco peão · d3 branco peão · a2 branco cavalo · b2 branco bispo · c2 branco bispo · d2 branco cavalo · a1 branco torre · b1 branco rainha · c1 branco rei · d1 branco torre | a8 preto torre · b8 preto rainha · c8 preto rei · d8 preto torre · a7 preto cavalo · b7 preto bispo · c7 preto bispo · d7 preto cavalo · a6 preto peão · b6 preto peão · c6 preto peão · d6 preto peão · a3 branco peão · b3 branco peão · c3 branco peão · d3 branco peão · a2 branco cavalo · b2 branco bispo · c2 branco bispo · d2 branco cavalo · a1 branco torre · b1 branco rainha · c1 branco rei · d1 branco torre | a8 preto torre · b8 preto rainha · c8 preto rei · d8 preto torre · a7 preto cavalo · b7 preto bispo · c7 preto bispo · d7 preto cavalo · a6 preto peão · b6 preto peão · c6 preto peão · d6 preto peão · a3 branco peão · b3 branco peão · c3 branco peão · d3 branco peão · a2 branco cavalo · b2 branco bispo · c2 branco bispo · d2 branco cavalo · a1 branco torre · b1 branco rainha · c1 branco rei · d1 branco torre | a8 preto torre · b8 preto rainha · c8 preto rei · d8 preto torre · a7 preto cavalo · b7 preto bispo · c7 preto bispo · d7 preto cavalo · a6 preto peão · b6 preto peão · c6 preto peão · d6 preto peão · a3 branco peão · b3 branco peão · c3 branco peão · d3 branco peão · a2 branco cavalo · b2 branco bispo · c2 branco bispo · d2 branco cavalo · a1 branco torre · b1 branco rainha · c1 branco rei · d1 branco torre | a8 preto torre · b8 preto rainha · c8 preto rei · d8 preto torre · a7 preto cavalo · b7 preto bispo · c7 preto bispo · d7 preto cavalo · a6 preto peão · b6 preto peão · c6 preto peão · d6 preto peão · a3 branco peão · b3 branco peão · c3 branco peão · d3 branco peão · a2 branco cavalo · b2 branco bispo · c2 branco bispo · d2 branco cavalo · a1 branco torre · b1 branco rainha · c1 branco rei · d1 branco torre | 1 |
|   | a | b | c | d | e | f | g | h |   |

O jogo pode ser praticado com pequenas modificações como ausência do roque e captura en passant. Outras variantes como o Raumschach e o Xadrez Grande também podem ser jogados de modo semelhante ao xadrez de Alice. No artigo original Parton sugeriu uma variante numa versão menor que podia ser jogada somente em um tabuleiro. Outras variantes incluem um terceiro tabuleiro C, podendo o jogador escolher para qual tabuleiro a peça seria movida através do espelho, ou seja, de A para B ou C, de B para C ou A, de C para A ou B. Em uma variante chamada Xadrez de Alice 2 as peças brancas iniciam o jogo em um tabuleiro e as pretas no outro.